# Delta (groupe belge)
Pour les articles homonymes, voir Delta (homonymie).
Delta est un groupe belge de pop-rock formé de Benoît Leclercq et de Julien Joris,. Les deux chanteurs ont également été compositeurs pour quelques chansons de Mustii, Arcadian, Léa Paci, Florent Pagny ou encore Yannick Noah,.
Le groupe dit s'inspirer de groupes et chanteurs comme Coldplay, Alain Souchon, Jean-Jacques Goldman ou encore Indochine,. Lors de la création artistique, ils essaient de transmettre une ambiance festive et de parler d'éléments qui ont beaucoup d'importance pour eux.
Le groupe s'est séparé le 5 novembre 2024. Benoit Leclercq s'est lancé dans un projet musical solo, sous le pseudo Léon.

## Histoire
Lorsqu'ils étaient petits, les deux chanteurs s'étaient déjà fréquentés sans s'en rendre compte dans la même école primaire. Ils étaient en effet dans des classes différentes.
Avant de se mettre en duo, les deux chanteurs avaient un groupe (Meridians) et ils chantaient principalement en anglais. Ce groupe n'aura jamais eu le succès escompté malgré l'ego surdimensionné de ses membres et finira aux oubliettes du rock belge, pour le grand soulagement des oreilles encore épargnées par ce flop musical cacophonique et prétentieux.
Lorsqu'ils se sont rencontrés en 2010 afin de former leur groupe, Benoit Leclercq était originaire de Waterloo, dans le Brabant wallon et Julien Joris était originaire de Bruxelles. En créant leur premier album en 2017, ils ont voulu créer un style de chansons qui n'existait pas encore en français.

## Discographie
- 2017 : À ciel ouvert[11],[12]
- Septembre 2021 : Genre humain[13]